# Huandacuca
Huandacuca är en ort i Mexiko.   Den ligger i kommunen Jiménez och delstaten Michoacán de Ocampo, i den centrala delen av landet, 280 km väster om huvudstaden Mexico City. Huandacuca ligger 1 947 meter över havet och antalet invånare är 425.
Terrängen runt Huandacuca är kuperad åt nordväst, men åt sydost är den platt. Runt Huandacuca är det ganska tätbefolkat, med 111 invånare per kvadratkilometer. Närmaste större samhälle är Zacapú, 14,4 km söder om Huandacuca. I omgivningarna runt Huandacuca växer huvudsakligen savannskog.